# NGC 3331
NGC 3331 ist eine Balken-Spiralgalaxie mit ausgedehnten Sternentstehungsgebieten vom Hubble-Typ SBc im Sternbild Hydra südlich des Himmelsäquators. Sie ist schätzungsweise 153 Millionen Lichtjahre von der Milchstraße entfernt und hat einen Durchmesser von etwa 55.000 Lj.
Im selben Himmelsareal befinden sich u. a. die Galaxien NGC 3335 und IC 625.
Das Objekt wurde im Jahr 1886 von Frank Muller entdeckt.